# El cuerpo y la sangre
El cuerpo y la sangre es una película de ficción religiosa chilena de 1962, dirigida por Rafael C. Sánchez, sobre la misa católica. El film generó grandes controversias al ser estrenado. Su director, por entonces sacerdote, fue fundador del Instituto Fílmico de la Universidad Católica y pionero del cine chileno. Con posterioridad Sánchez dejaría los hábitos para casarse. Fue la única película de ficción dirigida por Rafael Sánchez, quien además realizó unos treinta documentales y formó a varias generaciones de directores chilenos, como Ignacio Agüero, Ignacio Aliaga, Carlos Pinto y Ricardo Larraín.

## Sinopsis
El film registra una misa, y va realizando un paralelo con la vida de las familias que viven en la vecindad de la iglesia, como la de dos padres separados en la que la hija se esfuerza por reunirlos, la de una madre moribunda con tres pequeños, o un padre solo que debe hacerse cargo de su hija.